# James Wills
James Wills (* 1. Januar 1790 in Willsgrove im County Roscommon; † November 1868 in Attanagh, County Laois) war ein irischer Dichter, Autor und Biograf. Sein Hauptwerk ist das Kompendium irischer Biografien.

## Leben
James Wills war der jüngere Sohn eines Gutsbesitzers aus der Grafschaft Roscommon in Irland. Er besuchte ab 1809 das Trinity College in Dublin und studierte Jura am Middle Temple in London. Im Auftrag der Kirche, jedoch ohne seelsorgerischen Auftrag (Sinekure), wurde Wills 1849 in die Gemeinde Kilmacow, in der Nähe von Waterford, geschickt. Seine literarische Karriere begann mit Beiträgen für das Blackwood’s Magazine und andere Periodika. Von 1822 bis 1838 wohnte Wills in Dublin und arbeitete als Editor und Autor für das Dublin University Magazine, außerdem für das Dublin Penny Journal. Daneben unterstützte er Reverend  Caesar Otway beim Aufbau der Irish Quarterly Review.
Als Dichter  veröffentlichte er 1831 The Disembodied and other Poems, eine Sammlung von Gedichten, als Theologe 1835 The Philosophy of Unbelief, mit dem er viel Aufmerksamkeit erregte. Seine Fähigkeiten im Bereich der metaphysischen Analyse bewies er mit den Spontaneous Association of Ideas, die Wills an der Royal Irish Academy las.
Seine letzte Veröffentlichung war The Idolatress (1868). Alle seine Arbeiten belegen eine starke Persönlichkeit. Seine Gedichte sind lebhaft und zeigen dramaturgische Qualitäten, eine Begabung, die er offenbar an seinen Sohn William Gorman Wills (1828–1891) weitergab, der ein bekannter Maler und Bühnenautor wurde. Wills starb im Alter von 78 Jahren im November 1868  in Attanagh und wurde auf dem dortigen Kirchhof begraben.

## Hauptwerk
James Wills wichtigstes Werk ist das Kompendium von 513 irischen Biografien, Lives of Illustrious and Distinguished Irishmen. Es wurde von 1839 bis 1845 in zwölf Teilen und sechs Bänden veröffentlicht und ist bis heute von grundlegender Bedeutung. Beginnend in der Zeit vor der Christianisierung Irlands mit Ollamh Fodla liefert dieses Werk in chronologischer Reihenfolge ein Bild vom Leben, den Taten oder dem literarischen Wirken von jedem, der aufgrund seiner Geburt, seines Lebenslaufes oder aus anderen Umständen als Ire bezeichnet werden kann. Die Biografien sind Rubriken zugeordnet, je nachdem ob die Personen eine politische, eine kirchliche, eine literarische oder eine wissenschaftliche Karriere ihr Eigen nannten. Diese Rubriken sind wiederum ihren historischen Epochen zugeordnet, wobei jeder Epoche eine analytische Einführung vorangeht.

## Werke
- The Disembodied (1831)
- The Philosophy of Unbelief (1835)
- Moral and Religious Epistles (1848)
- Lives of Illustrious and Distinguished Irishmen (6 Bände, 1839–1845)
- The Idolatress (1868)